# Geurproef
Een geursorteerproef of geuridentificatieproef (kortweg geurproef) is een forensisch opsporingsmiddel, bedoeld om een voorwerp dat bij een delict is gebruikt te koppelen aan een persoon. De proef wordt uitgevoerd met speciaal daartoe afgerichte honden. In Nederland wordt de geurproef sinds 2011 door het Openbaar Ministerie  niet meer als bewijsmiddel gezien.

## Protocol
De opsporingsambtenaren beschikken over een voorwerp waarvan zij vermoeden dat de geur van de verdachte eraan hangt, bijvoorbeeld het wapen waarmee een moord is gepleegd: het 'corpus delicti'. Men plaatst dit voorwerp in een goed afsluitbare plastic zak. Is dit bezwaarlijk of onmogelijk, dan kan ook een speciaal geprepareerde doek worden gebruikt, waarmee men de geursporen overneemt.
Bij de vergelijkende geurentest dient de verdachte twee roestvrijstalen buisjes gedurende enige minuten vast te houden, zodat er voldoende lichaamslucht op achterblijft. Een controlepersoon en vijf figuranten doen hetzelfde. De veertien buisjes met lichaamslucht worden in evenzovele steriele glazen potten gedaan, die vervolgens worden afgesloten en genummerd. Vervolgens plaatst men de beide series met geurmonsters ieder op een 'identificatiebank'. Nu vindt bij elke identificatiebank een test plaats met een controlevoorwerp en de controlepersoon. Slaagt de hond erin het controlevoorwerp aan de controlepersoon te linken, dan worden de buisjes van de controlepersoon verwijderd en kan de echte proef beginnen. De hond krijgt nu het corpus delicti te ruiken en daarna de zes overgebleven geurmonsters. Springt het dier op bij een buisje en kwispelt het, dan laat een helper de hond los en mag het geurmonster worden geapporteerd. Wordt het buisje met het geurmonster van de verdachte bij beide identificatiebanken geapporteerd, dan wordt een verband tussen de verdachte en het corpus delicti aangenomen.
De proef dient 'blind' plaats te vinden; de hondenbegeleider mag er niet van op de hoogte zijn welke van de geurmonsters afkomstig is van de verdachte. Hij zou anders - bewust of onbewust - het dier en daarmee het resultaat van de proef kunnen beïnvloeden. Van de sessie dient voorts proces-verbaal te worden opgemaakt.
De volgende voorschriften zijn van belang: de Regeling politiehonden, de Regeling politiespeurhonden 1997 (Stcrt. 1997, 183) en het Keuringsreglement Politiespeurhond menselijke geur 1997.

## Kritiek
Sinds de Zaanse paskamermoord (1984) waar de Utrechtse advocaat mr. Piet Doedens aantoonde dat de geurproef waarop het technisch bewijs was gebaseerd niet deugde zwelt de kritiek aan op de geursorteerproef als opsporingsmiddel. Tot de critici behoren onder meer rechtspsycholoog Peter van Koppen en experimenteel psycholoog Jan Frijters, voorheen bijzonder hoogleraar in de sensorische en psychologische aspecten van voeding en voedsel in Wageningen, en de statistici Geurt Jongbloed en Frank van der Meulen.
De kritiek komt erop neer dat de geursorteerproef berust op vooronderstellingen die nimmer wetenschappelijk bewezen zijn en dat het protocol een aantal inherente zwakheden bevat. Bovendien wordt het protocol niet altijd juist toegepast.

### Fraude
- In november 2019 werd gesteld dat er met de geurproef ronduit frauduleus kon worden gehandeld en dat dit bij opsporingsonderzoeken in Nederland ook daadwerkelijk op grote schaal zou zijn gebeurd. Deze onthulling kon onder meer ernstige gevolgen hebben voor de Deventer moordzaak.[3][4][5][6][7][8]

### Voorveronderstellingen
- Een voorveronderstelling bij de geursorteerproef is dat ieder individu een 'basisgeur' heeft, die door een hond zou kunnen worden onderscheiden. Amerikaans onderzoek wees echter uit dat honden de handgeur van hun baasje niet konden herkennen aan de geur van de (kromming van de) elleboog; sterker: zij associeerden de handgeur van hun baasje eerder met de handgeur van een ander persoon. Mogelijk vertonen dezelfde lichaamsdelen van verschillende personen meer ‘geurovereenkomst’ dan de verschillende lichaamsdelen van een en dezelfde persoon.

### Inherente zwakheden
- Als de geuren van de gebruikte figuranten onderling meer lijken op elkaar dan op die van de verdachte, dan kan de hond alleen al om die reden de verdachte aanwijzen. Zijn de figuranten bijvoorbeeld allemaal blanke politieagenten die van aardappeltjes-met-biefstuk houden en is de verdachte een knoflooketer uit het gebied rond de Middellandse Zee, dan zal de sorteerhond er wellicht feilloos in slagen om de knoflooketer uit het gezelschap aan te wijzen. Dit bewijst uiteraard niets. Echter is het de taak van de hondengeleider om figuranten te zoeken, welke het meeste overeenkomen met de verdachte(n).

### Onjuiste toepassing protocol
- Ernest Louwes werd in 2000 tot 12 jaar veroordeeld op basis van een van deze 2.685 onjuist uitgevoerde geurproeven. Twee en een half jaar daarna stelde de Hoge Raad vast dat het in de geurproef gebruikte mes het moordwapen niet was.
- In 2006 bepaalde het college van procureurs-generaal, dat alle 2.685 geursorteerproeven die vanaf september 1997 tot maart 2006 zijn gedaan door politiehonden in Noord- en Oost-Nederland niet meer gebruikt mogen worden als strafrechtelijk bewijs. Volgens strafrechtdeskundigen zullen tientallen rechtszaken opnieuw door de Hoge Raad moeten worden bekeken, aangezien de kans bestaat dat mensen hierdoor onterecht in de gevangenis zitten. Bij een rechtszaak in Leeuwarden hadden twee hondenbegeleiders toegegeven dat ze de geursorteerproef gedurende een zekere periode niet blind hadden uitgevoerd. In Leeuwarden leidde dit tot de directe vrijspraak van de twee betrokken verdachten.
- Op 27 november 2007 wordt tegen zeven speurhondengeleiders van de politie 240 uur werkstraf geëist. Het Openbaar Ministerie eist dat zes van de zeven geleiders uit hun ambt worden gezet. De regels voor geurproeven zouden bewust overtreden zijn. De verdachten waren betrokken bij 1760 strafzaken in het oosten van het land. Veroordeelden kunnen in beroep gaan. Voor 58 vonnissen is tot dit moment een herzieningsverzoek ingediend.

## Herziening na onregelmatige geurproef
Als grondslag voor een herziening krachtens het eerste lid, aanhef en onder c van art. 457 Sv kan slechts dienen een door bescheiden gestaafd gegeven, dat bij het onderzoek ter terechtzitting aan de rechter niet bekend was, en dat het ernstige vermoeden wekt dat indien dit gegeven wel bekend zou zijn geweest, het onderzoek van de zaak zou hebben geleid tot een vrijspraak van de gewezen verdachte. Wanneer het resultaat van een onregelmatige geurproef voor het bewijs van het tenlastegelegde feit was gebezigd, kan dat een dergelijk ernstig vermoeden opleveren. Daarvan is echter slechts sprake indien niet aannemelijk is dat de rechter zonder dat resultaat op grond van het (andere) beschikbare bewijsmateriaal tot een bewezenverklaring zou zijn gekomen.

## Varia
De bekende strafpleiter mr. Max Moszkowicz sr. voelde ooit in een zaak een hondenbegeleider aan de tand over het identificeren van verdachten aan de hand van de geurproef. Deze erkende dat hij zelf zich weleens vergiste, maar hield stellig vol dat zijn hond dat nooit deed. Daarop kon hij echter geen antwoord geven op de volgende vraag: hoe hij met zijn toegegeven eigen feilbaarheid dan dit laatste zo zeker kon weten.